# 1884年
1884年（1884 ねん）は、西暦（グレゴリオ暦）による、火曜日から始まる閏年。明治17年。

## 他の紀年法
- 干支：甲申
- 日本（月日は一致）
  - 明治17年
  - 皇紀2544年
- 清：光緒9年12月4日 - 光緒10年11月15日
- 朝鮮
  - 李氏朝鮮・高宗21年
  - 開国493年
  - 檀紀4217年
- 阮朝（ベトナム）
  - 嗣徳36年12月4日 - 12月30日
  - 建福元年1月1日 - 11月15日
- 仏滅紀元：2426年 - 2427年
- イスラム暦：1301年3月2日 - 1302年3月13日
- ユダヤ暦：5644年4月3日 - 5645年4月13日
- 修正ユリウス日(MJD)：9176 - 9541
- リリウス日(LD)：110017 - 110382

※檀紀は、大韓民国で1948年に法的根拠を与えられたが、1962年からは公式な場では使用されていない。

## カレンダー
| 1月 |    |    |    |    |    |    |
| 日  | 月 | 火 | 水 | 木 | 金 | 土 |
|     |    | 1  | 2  | 3  | 4  | 5  |
| 6   | 7  | 8  | 9  | 10 | 11 | 12 |
| 13  | 14 | 15 | 16 | 17 | 18 | 19 |
| 20  | 21 | 22 | 23 | 24 | 25 | 26 |
| 27  | 28 | 29 | 30 | 31 |    |    |
|     |    |    |    |    |    |    |

| 2月 |    |    |    |    |    |    |
| 日  | 月 | 火 | 水 | 木 | 金 | 土 |
|     |    |    |    |    | 1  | 2  |
| 3   | 4  | 5  | 6  | 7  | 8  | 9  |
| 10  | 11 | 12 | 13 | 14 | 15 | 16 |
| 17  | 18 | 19 | 20 | 21 | 22 | 23 |
| 24  | 25 | 26 | 27 | 28 | 29 |    |
|     |    |    |    |    |    |    |

| 3月 |    |    |    |    |    |    |
| 日  | 月 | 火 | 水 | 木 | 金 | 土 |
|     |    |    |    |    |    | 1  |
| 2   | 3  | 4  | 5  | 6  | 7  | 8  |
| 9   | 10 | 11 | 12 | 13 | 14 | 15 |
| 16  | 17 | 18 | 19 | 20 | 21 | 22 |
| 23  | 24 | 25 | 26 | 27 | 28 | 29 |
| 30  | 31 |    |    |    |    |    |
|     |    |    |    |    |    |    |

| 4月 |    |    |    |    |    |    |
| 日  | 月 | 火 | 水 | 木 | 金 | 土 |
|     |    | 1  | 2  | 3  | 4  | 5  |
| 6   | 7  | 8  | 9  | 10 | 11 | 12 |
| 13  | 14 | 15 | 16 | 17 | 18 | 19 |
| 20  | 21 | 22 | 23 | 24 | 25 | 26 |
| 27  | 28 | 29 | 30 |    |    |    |
|     |    |    |    |    |    |    |

| 5月 |    |    |    |    |    |    |
| 日  | 月 | 火 | 水 | 木 | 金 | 土 |
|     |    |    |    | 1  | 2  | 3  |
| 4   | 5  | 6  | 7  | 8  | 9  | 10 |
| 11  | 12 | 13 | 14 | 15 | 16 | 17 |
| 18  | 19 | 20 | 21 | 22 | 23 | 24 |
| 25  | 26 | 27 | 28 | 29 | 30 | 31 |
|     |    |    |    |    |    |    |

| 6月 |    |    |    |    |    |    |
| 日  | 月 | 火 | 水 | 木 | 金 | 土 |
| 1   | 2  | 3  | 4  | 5  | 6  | 7  |
| 8   | 9  | 10 | 11 | 12 | 13 | 14 |
| 15  | 16 | 17 | 18 | 19 | 20 | 21 |
| 22  | 23 | 24 | 25 | 26 | 27 | 28 |
| 29  | 30 |    |    |    |    |    |
|     |    |    |    |    |    |    |

| 7月 |    |    |    |    |    |    |
| 日  | 月 | 火 | 水 | 木 | 金 | 土 |
|     |    | 1  | 2  | 3  | 4  | 5  |
| 6   | 7  | 8  | 9  | 10 | 11 | 12 |
| 13  | 14 | 15 | 16 | 17 | 18 | 19 |
| 20  | 21 | 22 | 23 | 24 | 25 | 26 |
| 27  | 28 | 29 | 30 | 31 |    |    |
|     |    |    |    |    |    |    |

| 8月 |    |    |    |    |    |    |
| 日  | 月 | 火 | 水 | 木 | 金 | 土 |
|     |    |    |    |    | 1  | 2  |
| 3   | 4  | 5  | 6  | 7  | 8  | 9  |
| 10  | 11 | 12 | 13 | 14 | 15 | 16 |
| 17  | 18 | 19 | 20 | 21 | 22 | 23 |
| 24  | 25 | 26 | 27 | 28 | 29 | 30 |
| 31  |    |    |    |    |    |    |
|     |    |    |    |    |    |    |

| 9月 |    |    |    |    |    |    |
| 日  | 月 | 火 | 水 | 木 | 金 | 土 |
|     | 1  | 2  | 3  | 4  | 5  | 6  |
| 7   | 8  | 9  | 10 | 11 | 12 | 13 |
| 14  | 15 | 16 | 17 | 18 | 19 | 20 |
| 21  | 22 | 23 | 24 | 25 | 26 | 27 |
| 28  | 29 | 30 |    |    |    |    |
|     |    |    |    |    |    |    |

| 10月 |    |    |    |    |    |    |
| 日   | 月 | 火 | 水 | 木 | 金 | 土 |
|      |    |    | 1  | 2  | 3  | 4  |
| 5    | 6  | 7  | 8  | 9  | 10 | 11 |
| 12   | 13 | 14 | 15 | 16 | 17 | 18 |
| 19   | 20 | 21 | 22 | 23 | 24 | 25 |
| 26   | 27 | 28 | 29 | 30 | 31 |    |
|      |    |    |    |    |    |    |

| 11月 |    |    |    |    |    |    |
| 日   | 月 | 火 | 水 | 木 | 金 | 土 |
|      |    |    |    |    |    | 1  |
| 2    | 3  | 4  | 5  | 6  | 7  | 8  |
| 9    | 10 | 11 | 12 | 13 | 14 | 15 |
| 16   | 17 | 18 | 19 | 20 | 21 | 22 |
| 23   | 24 | 25 | 26 | 27 | 28 | 29 |
| 30   |    |    |    |    |    |    |
|      |    |    |    |    |    |    |

| 12月 |    |    |    |    |    |    |
| 日   | 月 | 火 | 水 | 木 | 金 | 土 |
|      | 1  | 2  | 3  | 4  | 5  | 6  |
| 7    | 8  | 9  | 10 | 11 | 12 | 13 |
| 14   | 15 | 16 | 17 | 18 | 19 | 20 |
| 21   | 22 | 23 | 24 | 25 | 26 | 27 |
| 28   | 29 | 30 | 31 |    |    |    |
|      |    |    |    |    |    |    |

## できごと

### 1月
- 1月4日
  - 官吏恩給令布告: 文官の恩給制度が発足[1][2]
  - 英国でフェビアン協会創立
- 1月18日 - ゴードン将軍がハルツームに向けロンドンを出発
- 1月24日 - 太政官文庫(後の内閣文庫)設立
- 1月26日 - 哲学会創立(井上圓了)
- 1月29日 - 浅草橋開橋式(鉄橋となる)

### 2月
- 2月1日 - オックスフォード英語辞典第1巻(AからAnt)発刊
- 2月18日
  - ゴードン将軍がハルツームに到着
  - レフ・トルストイ『わが信仰はいづれにありや(в чем моя вера)』が警察により全刷没収さる

### 3月
- 3月13日 - ハルツーム包囲戦(Siege of Khartoum)開始( - 1885年1月26日)
- 3月26日 - 東京商業学校設置(商法講習所が官立となり改称)

### 4月
- 4月 - 『東海遊侠伝』初版発行
- 4月4日 - 太平洋戦争: ボリビア・チリ間休戦協定締結(バルパライソ条約)

### 5月
- 5月1日 -　日本鉄道上野・高崎間開通
- 5月11日
  - 『自由燈』創刊(星亨)(後のめさまし新聞)
  - 清仏間で天津協約(Tientsin Accord)締結
- 5月13日 - 米国電気電子学会(IEEE)創立
- 5月15日 - 群馬事件: 自由党員が群馬で蜂起
- 5月31日 - ジョン・ハーヴェイ・ケロッグがコーンフレークの特許を取得

### 6月
- 6月1日 - 東京気象台が日本初の天気予報を発表
- 6月6日 - フランス・ベトナム間で第二次フエ条約（パトノートル条約）締結: 保護国化を確認
- 6月7日 - 商標条例制定
- 6月12日 - 鹿鳴館で日本初のバザー開催( - 14日)
- 6月23日
  - バクレ待伏せ事件(Bac Le ambush): 清仏戦争の直接原因となる
  - 上野不忍池に競馬場完成（上野不忍池競馬）

### 7月
- 7月3日 - ダウ・ジョーンズ社が最初の株価平均を発表
- 7月4日 - 自由の女神像がパリで米国に贈与される(完成1886年)
- 7月5日
  - カメルーン全土がドイツの勢力下に置かれる
  - 米国で修正排華移民法(Chinese Exclusion Act)成立
- 7月7日 - 華族令制定: 華族を公・侯・伯・子・男の五段階の爵位に規定
- 7月12日 - フランスが清にバクレ待伏せ事件の賠償を要求し最後通牒を出す
- 7月21日 - 横須賀造船所開渠式
- 7月31日
  - 清がフランスの賠償要求を拒否
  - 外濠に八重洲橋新設

### 8月
- 8月5日 - 米国ベドロー島で自由の女神像定礎式
- 8月23日 - 清仏戦争: 福州海戦(Battle of Fuzhou)により戦争開始
- 8月25日～26日: 明治17年の台風による被害が発生

### 9月
- 9月23日
  - 加波山事件: 自由党員が専政政府打倒をスローガンとして茨城県加波山で蜂起
  - ハーマン・ホレリスがタビュレーティングマシンの特許を申請
- 9月25日 - 今日新聞(後の都新聞)創刊

### 10月
- 10月1日 - 清仏戦争: 仏軍が基隆を占領
- 10月6日 - 米国海軍大学(Naval War College)設立
- 10月8日 - 清仏戦争: 淡水の戦い(Battle of Tamsui)
- 10月13日 - 国際子午線会議にてグリニッジ子午線を本初子午線と決定
- 10月14日 - ジョージ・イーストマンがロールフィルムの特許を取得
- 10月23日 - 清仏戦争: フランスが台湾の封鎖を声明
- 10月29日 - 自由党解党式
- 10月31日 - 秩父事件: 埼玉県秩父郡の農民が武装蜂起

### 11月
- 11月2日 - 安房事件発生
- 11月4日 - 米大統領選挙でグロバー・クリーブランドが僅差で勝利
- 11月9日 - 秩父事件: 軍隊により鎮圧
- 11月6日 - 英国がニューギニア島南東部の領有を宣言
- 11月15日 - ベルリン会議開催( - 1885年2月26日)

### 12月
- 12月4日
  - 飯田事件: 自由党員の名古屋鎮台襲撃計画が発覚
  - 朝鮮で甲申政変
- 12月6日 - ワシントン記念塔完成（冠石(アルミニウム)を設置）
- 12月15日
  - シオンのものみの塔冊子協会(現・ものみの塔聖書冊子協会)設立(法人化)
  - 東海鎮守府が横浜から横須賀に移転(横須賀鎮守府)
- 12月17日 - 名古屋事件: 愛知自由党員の政府転覆計画が発覚
- 12月27日 - 火薬取締規則・爆発物取締罰則布告(施行1885年1月15日)
- 12月30日 - アントン・ブルックナー交響曲第7番初演(ライプツィヒ)

## 誕生

### 1月
- 1月1日 - 中島知久平、実業家（+ 1949年）
- 1月12日 - 宮澤裕、内務官僚・政治家（+ 1963年）
- 1月14日 - 永田鉄山、陸軍軍人・陸軍省軍務局長（+ 1935年）
- 1月14日 - 十河信二、鉄道官僚・政治家、第4代国鉄総裁（+ 1981年）
- 1月18日 - アーサー・ランサム、イギリスの児童文学作家・ジャーナリスト（+ 1967年）
- 1月10日 - 山村暮鳥、詩人・児童文学者（+ 1924年）
- 1月28日 - オーギュスト・ピカール、物理学者（+ 1962年）
- 1月30日 - 上山草人、俳優（+ 1954年）
- 1月31日 - テオドール・ホイス、ドイツ連邦共和国初代大統領（+ 1963年）

### 2月
- 2月10日 - ビリー・エバンス、メジャーリーグ審判（+ 1956年）
- 2月12日 - マックス・ベックマン、画家（+ 1950年）
- 2月16日 - 安田靫彦、日本画家（+ 1978年）
- 2月20日 - 杉道助、実業家（+ 1964年）
- 2月20日 - 辻永、洋画家（+ 1974年）
- 2月22日 - 三浦環、声楽家（+ 1946年）
- 2月23日 - 関操、俳優（+ 不詳年）

### 3月
- 3月15日 - 長谷川伸、小説家・劇作家（+ 1963年）
- 3月25日 - 獅子内謹一郎、野球選手（+ 1941年）
- 3月26日 - ヴィルヘルム・バックハウス、ピアニスト（+ 1969年）
- 3月31日 - 河野安通志、野球選手（+ 1946年）

### 4月
- 4月4日 - 山本五十六、海軍軍人・連合艦隊司令長官（+ 1943年）
- 4月7日 - ジェイク・ドーバート、メジャーリーガー（+ 1924年）
- 4月25日 - 田村俊子、作家（+ 1945年）

### 5月
- 5月5日 - チーフ・ベンダー、メジャーリーガー（+ 1954年）
- 5月8日 - ハリー・S・トルーマン、第33代アメリカ合衆国大統領（+ 1972年）
- 5月9日 - 高橋誠一郎、経済学者（+ 1982年）
- 5月14日 - 宗不旱、歌人（+ 1942年）
- 5月27日 - マックス・ブロート、作家・芸術評論家・パトロン・作曲家。

### 6月
- 6月11日 - 宮地嘉六、作家（+ 1958年）
- 6月16日 - 荻原井泉水、俳人（+ 1976年）
- 6月19日 - エディ・シーコット、メジャーリーガー（+ 1969年）
- 6月25日 - 貞明皇后、大正天皇の皇后（+ 1951年）

### 7月
- 7月5日 - 清瀬一郎、弁護士・法学者・政治家・第49・50代衆議院議長（+ 1967年）
- 7月12日 - アメデオ・モディリアーニ、画家（+ 1920年）
- 7月22日 - エミール・ヤニングス、俳優（+ 1950年）
- 7月25日 - ルドビカ・ヤコブソン、フィギュアスケート選手（+ 1968年）

### 8月
- 8月3日 - ルイス・グルーエンバーグ、作曲家・ピアニスト（+ 1964年）
- 8月4日 - 浅川伯教、彫刻家・陶磁器研究家（+ 1964年）
- 8月6日 - シェリー・マギー、メジャーリーガー（+ 1929年）
- 8月13日 - アグスティン・バルディ、音楽家（+ 1941年）
- 8月15日 - 三木武吉、政治家（+ 1956年）
- 8月17日 - 川村吾蔵、彫刻家（+ 1950年）
- 8月29日 - フランクリン・S・ハリス、農学者・宣教師（+ 1960年）

### 9月
- 9月2日 - 徳川慶久、政治家、公爵、徳川慶喜の七男（+ 1922年）
- 9月15日 - 前田房之助、政治家（+ 1965年）
- 9月16日 - 竹久夢二、画家（+ 1934年）
- 9月17日 - 久保より江、俳人（+ 1941年）
- 9月21日 - 有田八郎、外交官・政治家（+ 1965年）
- 9月25日 - 石橋湛山、ジャーナリスト・第55代内閣総理大臣（+ 1973年）
- 9月25日 - 多嘉王妃静子、皇族、多嘉王妃（+ 1959年）
- 9月30日 - 天野貞祐、哲学者（+ 1980年）

### 10月
- 10月3日 - 下村湖人、小説家・社会教育家（+ 1955年）
- 10月4日 - 辻潤、評論家・翻訳家（+ 1944年）
- 10月11日 - エレノア・ルーズベルト、フランクリン・ルーズベルト=アメリカ合衆国第32代大統領夫人、婦人運動家、文筆業(+ 1962年)
- 10月21日 - 森矗昶、実業家・昭和電工創業者・衆議院議員（+ 1941年）

### 11月
- 11月8日 - ヘルマン・ロールシャッハ、スイスの精神医学者（+ 1922年）
- 11月15日 - 中野武二、野球選手（+ 1947年）

### 12月
- 12月8日 - 水島爾保布、画家・漫画家（+ 1958年）
- 12月16日 - 北村西望、彫刻家（+ 1987年）
- 12月17日 - アリソン・アトリー、童話作家（+ 1976年）
- 12月17日 - 有馬頼寧、実業家、プロ野球球団オーナー（+ 1957年）
- 12月30日‐東條英機、第40代内閣総理大臣、（+1948年）

## 死去
- 1月6日 - グレゴール・ヨハン・メンデル、修道司祭、遺伝学研究者（* 1822年）
- 1月16日 - 前田斉泰、第13代加賀藩主（* 1811年）
- 1月17日 - ヘルマン・シュレーゲル、生物学者（* 1804年）
- 1月21日 - オーギュスト・フランショーム、チェリスト・作曲家（* 1808年）
- 1月25日 - ヨハン・ゴットフリート・ピーフケ、作曲家
- 1月27日 - 桂文楽 (4代目)、落語家（* 1838年）
- 1月28日 - アレクサンドル・ルイ・ルロワール、19世紀のフランスの画家（* 1843年）
- 2月3日 - ゴットヒルフ・ハーゲン、ドイツの技術者（* 1797年）
- 2月3日 - 広瀬青邨、儒学者（* 1819年）
- 2月5日 - マリア・アナ・デ・ブラガンサ、ザクセン王ゲオルクの妃（* 1843年）
- 2月11日 - ジョン・ハットン・バルフォア、スコットランドの植物学者（* 1808年）
- 2月27日 - ウィリアム・ヘンリー・ハント、第29代アメリカ合衆国海軍長官（* 1823年）
- 3月6日 - 徳川茂徳、尾張藩第15代藩主（* 1831年）
- 3月13日 - アレクサンデル・レッセル、画家・美術批評家（* 1814年）
- 3月13日 - リーランド・スタンフォード・ジュニア、リーランド・スタンフォードの子（* 1868年）
- 3月19日 - エリアス・リョンロート、民話収集家（* 1802年）
- 3月28日 - レオポルド (オールバニ公)（* 1853年）
- 4月2日 - 土岐頼旨、幕末の旗本（* 1805年）
- 4月10日 - ジャン＝バティスト・デュマ、化学者（* 1800年）
- 4月16日 - ウォルター・モンタギュー・ダグラス・スコット、イギリスの貴族、政治家（* 1806年）
- 4月24日 - マリー・タリオーニ、バレエダンサー（* 1804年）
- 4月29日 - マイケル・トーマス・バス Jr.、イギリスのビール醸造業者、 庶民院議員（* 1799年）
- 5月4日 - マリア・アンナ・フォン・サヴォイエン、オーストリア皇帝フェルディナント1世の皇后（* 1803年）
- 5月10日 - アドルフ・ヴュルツ、化学者（* 1817年）
- 5月12日 - ベドルジハ・スメタナ、作曲家（* 1824年）
- 5月17日 - ルイ・ブラッサン、ピアニスト・作曲家（* 1840年）
- 5月18日 - ハインリヒ・ゲッパート、ドイツの植物学者（* 1800年）
- 6月8日 - ヘンリ・クレイ・ワーク、作曲家（* 1832年）
- 6月8日 - 田中平八、実業家（* 1834年）
- 6月9日 - エイブラハム・ビュフォード、アメリカ合衆国の軍人（* 1820年）
- 6月17日 - アンリ・ボードリエ、書誌学者（* 1815年）
- 6月19日 - ヨハン・グスタフ・ドロイゼン、ドイツの歴史家、政治家（* 1808年）
- 6月20日 - フェリックス＝クレール・リデル、フランスのカトリック司教（* 1830年）
- 6月25日 - ハンス・ロット、作曲家（* 1858年）
- 7月10日 - カール・リヒャルト・レプシウス、ドイツのエジプト学者（* 1810年）
- 7月10日 - ポール・モーフィー、チェス選手（* 1837年）
- 7月15日 - アルミラ・ハート・リンカーン・フェリプス、アメリカ合衆国の教育者（* 1793年）
- 7月25日 - アレクサンドル・グレゴリビッチ・フィシャー・フォン・ヴァルトハイム、植物学者（* 1803年）
- 8月13日 - アルノルト・フェルスター、ドイツの植物学者、昆虫学者（* 1810年）
- 8月23日 - リロイ・ポウプ・ウォーカー、初代アメリカ合衆国陸軍長官（* 1817年）
- 8月25日 - オード・ラッセル、イギリスの外交官、貴族、政治家（* 1829年）
- 9月2日 - カール・エーベルハルト・ヘルヴァルト・フォン・ビッテンフェルト、プロイセン王国の軍人（* 1796年）
- 9月2日 - トーマス・ウィリアム・キンダー、イギリスの軍人・技術者、明治政府のお雇い外国人（* 1817年）
- 9月4日 - チャールズ・フォルジャー、第34代アメリカ合衆国財務長官（* 1818年）
- 9月12日 - アンデシュ・フレドリク・レグネル、スウェーデンの医師、植物学者（* 1807年）
- 9月30日 - ルイ・ラコンブ、フランスのピアニスト、作曲家（* 1818年）
- 10月3日 - ハンス・マカルト、オーストリアの画家（* 1840年）
- 10月7日 - ベルナール・プティジャン、カトリック教会の司祭（* 1829年）
- 10月14日 - ディール・シャムシェル・ラナ、ネパール王国の政治家、軍人（* 1828年）
- 10月15日 - 横山松三郎、写真家（* 1838年）
- 10月18日 - グスタフ・ライヒャルト、19世紀ドイツの音楽教育者・声楽家・作曲家（* 1797年）
- 10月23日 - 佐竹義堯、第12代久保田藩主（* 1825年）
- 10月25日 - カルロ・アルベルト・カスティリャーノ、イタリアの数学者、物理学者（* 1847年）
- 10月31日 - 古賀謹一郎、儒学者（* 1816年）
- 10月31日 - マリ・バシュキルツェフ、画家・彫刻家・作家（* 1858年）
- 11月11日 - アルフレート・ブレーム、動物学者（* 1829年）
- 11月16日 - 雷電震右エ門、大相撲の力士（* 1842年）
- 11月25日 - マティルデ・フランツィスカ・アネケ、ジャーナリスト・フェミニスト（* 1817年）
- 11月25日 - ヘルマン・コルベ、化学者（* 1818年）
- 11月27日 - ファニー・エルスラー、オーストリアのバレエダンサー（* 1810年）
- 11月27日 - 水谷縫次、囲碁棋士（* 1846年）
- 11月28日 - 間部詮勝、江戸幕府老中・鯖江藩主（* 1804年）
- 11月30日 - 成島柳北、ジャーナリスト（* 1837年）
- 12月4日 - アリス・メアリ・スミス、作曲家（* 1839年）
- 12月10日 - エドゥアルト・リュッペル、ドイツの博物学者、探検家（* 1794年）